# Liste von Spargelbrunnen
In dieser Liste sind Spargelbrunnen aufgeführt, also Brunnen im öffentlichen Raum, die den Spargel zum Thema haben.

## Deutschland
| Bezeichnung                                   | Bild           | Standort                                                           | Bundesland        | Künstler            | Errichtung Einweihung | Weitere Informationen |
| --------------------------------------------- | -------------- | ------------------------------------------------------------------ | ----------------- | ------------------- | --------------------- | --- |
| Spargelbrunnen (Beelitz) („Spargelstecherin“) |                | Beelitz (Lage)                                                     | Brandenburg       |                     |                       | |
| Spargelbrunnen (Nienburg/Weser)               | weitere Bilder | Nienburg/Weser (Lage)                                              | Niedersachsen     | Helge Michael Breig | 1998                  | |
| Spargelbrunnen (Pleidelsheim)                 |                | Pleidelsheim, an einem Gebäude in der Beihinger Straße 9–13 (Lage) | Baden-Württemberg | Jörg Failmezger     | 1988                  | Siehe auch: - Pleidelsheim#Bauwerke – Skulpturen und Brunnen - Pleidelsheim entdecken; darin: Brunnen und Skulpturen auf pleidelsheim.de (darin: Spargelbrunnen) |
| Spargelfrau                                   |                | Sandhausen, Lège-Cap-Ferret-Platz (Lage)                           | Baden-Württemberg |                     |                       | Skulptur am Rande des Hopfenbrunnens |